# GNU Social
El GNU Social (abans conegut com a StatusNet o Laconica) és un programari lliure de microblogging escrit en PHP desenvolupat originalment per Evan Prodromou. Tot i oferir unes funcionalitats similars al Twitter, es fonamenta en l'objectiu de poder oferir unes comunicacions obertes i distribuïdes entre els participants de les comunitats de microblogging, que poden tenir el programari hostatjat a diferents servidors. Tant empreses com individus poden instal·lar llurs pròpies instàncies del programari i tenir ple control de les dades.
El 8 de juny de 2013 el projecte StatusNet va ser adoptat per GNU Social.